# Termotisk
Termotisk je technologie tisku, při které se obraz tiskne na speciální papír (termopapír), jenž mění barvu působením tepla.

## Princip
Princip termotisku spočívá v tom, že tisková hlava obsahuje řadu polovodičových topných tělísek, které se zahřívají průchodem elektrického proudu a při styku s termo citlivou vrstvou papíru výrazně mění barvu (černá).
Termotisk se hodí především pro tisk pokladních účtenek nebo potvrzení z platebních terminálů. Proto se tiskový materiál dodává zejména v kotoučcích s dutinkou.
Existují i kotoučky ECL (Extra core less),které jsou bezdutinkové a umožňují tak vyšší návin materiálu.
Pro reklamní nebo prezentační účely lze kotoučky z termo papíru po obou stranách potisknout technologií ofsetového či flexo tisku. Potisky kotoučků mohou mít také bezpečnostní charakter. Využívají se především proti falšování dokladů např. jízdenky pro autobusovou dopravu, vstupenky apod.
Termotiskárny, které umožňují termotisk, se dělí na tři kategorie:
- Termotransferové tiskárny jsou vybaveny speciální teplocitlivou páskou, která se při působení tepla z tiskové hlavy obarví a barvu následně přenese na požadovaný materiál. Tato technologie umožňuje také barevný tisk a tisk na obyčejný kancelářský papír, proto se využívá i na tisk fotografií.
- Termotiskárny pro přímý tisk umožňují pouze černobílý tisk na speciální papír, který je opatřený teplocitlivou vrstvou. Tato technologie se využívá nejčastěji při tisku účtenek a dokladů z platebních terminálů.
- Termosublimační tiskárny jsou vybaveny tiskovou hlavou, která zahřeje barvu natolik, že se přemění na plyn (přechod z pevného na plynné skupenství se nazývá sublimace, odtud název tiskárny), který se usadí na papíře, kde se vrátí zpět do pevného skupenství. Tento typ tiskárny je vhodný pro tisk velmi kvalitních fotografií.

## Skladování
Při skladování produktů termotisku je nutno zachovat určité podmínky. Ideální skladovací podmínky pro všechny druhy papírů jsou při teplotě 20 °C ±5 °C a relativní vlhkosti 60 % ±10 %. Pro termocitlivý papír je také nutné dodržovat tyto podmínky skladování pro uchování kvalitního záznamu po garantovanou dobu trvanlivosti:
- nevystavovat přímému slunečnímu záření
- eliminovat kontakt s měkčeným PVC, rozpouštědly, lepidly
- zabránit kontaktu s uhlovým a samopropisujícím papírem

V případě nedodržení skladovacích podmínek může dojít až ke ztrátě definovaných vlastností termopapíru.

## Problematické chemikálie v termopapírech
Pro výrobu termocitlivých papírů se používají problematické chemikálie, například o bisfenol A, který patří mezi látky schopné narušovat hormonální systém. V Evropské unii byl proto zařazen na seznam látek vzbuzujících mimořádné obavy.
Od 2. ledna 2020 je dle nařízení Evropské komise uvádění na trh termografického papíru s koncentrací Bisfenolu A rovné nebo vyšší než 0,02 % zakázáno.